# Классификация шаровых скоплений Шепли — Сойер
Классификация шаровых скоплений Шепли — Сойер — система классификации шаровых скоплений в зависимости от концентрации звёзд в них по шкале от одного до двенадцати с использованием римских цифр. Наиболее высококонцентрированные скопления, такие как M75, классифицируются как класс I и далее последовательно уменьшающаяся концентрации звёзд к центру скопления варьируется вплоть до класса XII, такого как Паломар 12. Класс иногда обозначается арабскими цифрами [Класс 1-12], а не римскими цифрами.

## История
В 1927—1929 годах Харлоу Шепли и Хелен Сойер Хогг начали классифицировать скопления в соответствии со степенью концентрации звёзд к его центру, используя эту шкалу. Это стало известно как классификация концентраций Шепли—Сойера. Для этого разбиения была использована серия снимков, полученных на одном телескопе. Естественно, эта классификация несколько зависит от масштаба изображений и проницающей силы приборов. Границы классов были установлены Шепли и Хоггом таким образом, что каждый из двенадцати классов содержал примерно одинаковое количество из 95 шаровых скоплений, известных в 1927 году.
Данная классификация до сих пор используются, например, астрономами-любителями для описания ожидаемого оптического впечатления при наблюдении за шаровыми звёздными скоплениями. В научных целях предпочтение отдается количественным показателям, описывающим структуру скоплений, например, полученным путем подгонки параметрических моделей к измеренным профилям поверхностной яркости.
Шкала несколько субъективна и используется ограничено.

## Классификация
| Класс | Описание                                     | Пример |
| ----- | -------------------------------------------- | ------ |
| I     | Высокая концентрация по направлению к центру |        |
| II    | Плотная центральная концентрация             |        |
| III   | Сильная концентрация с центру                |        |
| IV    | Средние высококонцентрированые               |        |
| V     | Средняя концентрация                         |        |
| VI    | Средне-умеренная концентрация                |        |
| VII   | Средне-рыхлая концентрация                   |        |
| VIII  | Довольно слабо сконцентрированые к центру    |        |
| IX    | Рыхлый центр                                 |        |
| X     | Рыхлые                                       |        |
| XI    | Очень рыхлый центр                           |        |
| XII   | Почти отсутствует концентрация к центру      |        |